# John Ralph Koch
John Ralph Koch (auch John R. Koch,* 23. September 1898 in Janesville, Wisconsin; † 13. März 1989 in Milwaukee, Wisconsin) war ein US-amerikanischer Chemiker.

## Leben

### Familie und Ausbildung
Der aus der im US-Bundesstaat gelegenen City Janesville gebürtige John Ralph Koch, Sohn des William Koch und der Elizabeth Helen Falter Koch, wandte sich nach dem Highschool-Abschluss dem Studium der Chemie an der University of Wisconsin–Madison zu. 1920 erwarb er den akademischen Grad eines Bachelor of Science, 1922 den eines Master of Science, 1924 wurde er zum Ph. D. promoviert.
John Ralph Koch heiratete am 12. Juni 1926 Catherine Dodge. Er starb im März 1989 im Alter von 90 Jahren in Milwaukee. Seine letzte Ruhestätte fand er neben seiner Frau auf dem Mount Olivet Cemetery in Janesville.

### Beruflicher Werdegang
Nachdem John Ralph Koch im Ersten Weltkrieg im Range eines Second Lieutenant in der Heavy Artillery der United States Army gedient hatte, trat er 1919 eine Stelle als Lecture Assistant in Chemistry an der University of Wisconsin–Madison an. 1921 wechselte John Ralph Koch als Research Assistant an das Lacquer Department der Sherwin-Williams Company, 1923 wurde er zum Instructor, 1924 zum Research Chemist befördert, 1925 schied er aus. Nach einem kurzen Einsatz als Consulting Chemist für die Fisher Body Corporation folgte Koch 1925 einem Ruf als Associate Professor of Chemistry an die Marquette University nach Milwaukee, 1926 wurde er zum Full Professor und Leiter des Departments of Chemistry ernannt, 1956 wurde er emeritiert.
Koch wurde zum Mitglied der Alpha Chi Sigma, der Phi Lambda Upsilon, der Sigma Xi und der American Chemical Society gewählt. In Letzterer fungierte er 1939 als Councillor. Er veröffentlichte zahlreiche Aufsätze in wissenschaftlichen Zeitschriften. 

## Schriften
- Studies on dialysis. University of Wisconsin-Madison, Madison, Wis., 1922
- A Study of Dialysis with Sterol Membranes. University of Wisconsin-Madison, Madison, Wis., 1924
- zusammen mit Orlando Nelson, Lawrence Ehrnst: Viscometer for Routine Determination of Proteolytic Activity of Malts. in: American Chemical Society: Industrial & Engineering Chemistry Analytical Edition, Volume 11 Number 1. American Chemical Society, Washington, D.C., 1939, S. 35–41.